# El Quseir, Egypten
El Quseir (arabiska القصير) är en ort i Egypten. Den ligger i guvernementet al-Bahr al-Ahmar, i den östra delen av landet, 500 km sydost om huvudstaden Kairo. El Quseir ligger 21 meter över havet och folkmängden uppgår till cirka 40 000 invånare.

## Geografi
Terrängen runt El Quseir är varierad.  